# 254-та піхотна дивізія (Третій Рейх)
254-та піхотна дивізія (Третій Рейх) (нім. 254. Infanterie-Division) — піхотна дивізія Вермахту за часів Другої світової війни.

## Історія
254-та піхотна дивізія створена 26 серпня 1939 у 6-му військовому окрузі (нім. Wehrkreis VI) під час 4-ї хвилі мобілізації.

## Райони бойових дій
- Німеччина (серпень 1939 — травень 1940);
- Франція (травень 1940 — лютий 1941);
- Німеччина (Східна Пруссія) (лютий — червень 1941);
- СРСР (північний напрямок) (червень 1941 — січень 1944);
- СРСР (південний напрямок) (січень — листопад 1944);
- Польща, Німеччина (листопад 1944 — травень 1945).

## Командування

### Командири
- генерал-лейтенант Фрідріх Кох (нім. Fritz (Friedrich) Koch) (26 серпня 1939 — 30 квітня 1940);
- генерал-лейтенант Вальтер Бешнітт (нім. Walter Behschnitt) (30 квітня 1940 — 22 березня 1942);
- генерал від інфантерії Фрідріх Кехлінг (нім. Friedrich Köchling) (22 березня — 5 вересня 1942);
- генерал-майор Гельмут Рейманн (нім. Hellmuth Reymann) (5 вересня — 19 листопада 1942);
- генерал від інфантерії Фрідріх Кехлінг (19 листопада 1942 — 16 серпня 1943);
- генерал-лейтенант Альфред Тільманн (нім. Alfred Thielmann) (16 серпня 1943 — 20 березня 1944);
- генерал-майор Ріхард Шмідт (нім. Richard Schmidt) (31 грудня 1944 — 8 травня 1945).

## Нагороджені дивізії
Нагороджені дивізії
Нагороджені Сертифікатом Пошани Головнокомандувача Сухопутних військ для військових формувань Вермахту за збитий літак противника (3)
- 1944 — 4-та батарея 254-го артилерійського полку за дії 15 вересня 1944 (№ 532);
- 1944 — 4-та батарея 254-го артилерійського полку за дії 15 липня 1944 (№ 567).

|  | Кавалери Нагрудного знаку ближнього бою в золоті                                                           | 2  |
|  | Кавалери Золотого Німецького Хреста                                                                        | 68 |
|  | Кавалери Лицарського хреста Залізного хреста                                                               | 8  |
|  | Кавалери Почесної відзнаки Сухопутних військ «Почесна застібка на орденську стрічку для Сухопутних військ» | 23 |

- Нагороджені Сертифікатом Пошани Головнокомандувача Сухопутних військ (5)
- Нагороджені Сертифікатом Пошани Головнокомандувача Сухопутних військ за збитий літак противника (1)